# 田中源吾
田中 源吾（たなか げんご、1974年 - ）は、日本の層序学者・古生物学者。アンドリュー・パーカーの提唱した光スイッチ説や、それに関連したカンブリア紀の生物の眼や神経系の研究を主に行っている。

## 略歴
1974年に愛媛県にて生まれ、島根大学理学部地質学科を卒業後、2002年に静岡大学大学院博士課程を修了する。日本学術振興会特別研究員、京都大学研究員、群馬県立自然史博物館学芸員、海洋研究開発機構研究技術専任スタッフ、熊本大学合津マリンステーション特任准教授、金沢大学国際基幹教育院助教を歴任。准教授に昇進し、2021年から熊本大学くまもと水循環・減災研究教育センターに着任。
2011年、前田晴良を筆頭著者とした、カンブリア紀のオルステン動物群の化石の保存メカニズムに関する論文を発表。オルステン動物群の化石の良好かつ立体的な保存状態は別の生物の排泄物から供給されるリンによると提唱した。2013年にはカンブリア紀に生息した大付属肢型節足動物のアラルコメネウスの化石に中枢神経系が保存されていることを確認し、その配列様式が現生の分類群では鋏角類に類似していると指摘、大付属肢型節足動物を鋏角類に位置付けた。2018年には岐阜県の上部シルル系一重ケ根層（ゴースティアン階またはルドフォーディアン階）から貝虫類の化石群集を発見し、そのうち3種で日本最古となるつがいの化石が含まれていると発表。また新種クリンティエラ・アンチフリッガ（Clintiella antifrigga）を記載・命名した。

## 著作

### 分担執筆
- 『化石の研究法』（1971年、共立出版、ISBN 978-4-320-04503-3）[2]
- 『古生物学事典 第2版』（2010年、朝倉書店、ISBN 9784254162653）[2]
- 『新しい地球惑星科学』（2019年、培風館、ISBN 978-4-563-02522-9）[2]

### 監修
- 『古生物たちのふしぎな世界 繁栄と絶滅の古生代3億年史』（2017年、講談社、ISBN 978-4065020180）
- 『サメ帝国の逆襲 海洋生命5億年史』（2018年、文藝春秋、ISBN 978-4-16-390874-8）
- 『とても巨大な絶滅せいぶつ図鑑』（2019年、世界文化社、ISBN 978-4418192137）
- 『科学の超真相 カンブリア爆発とはなにか!?』（2019年、講談社、ISBN 978-4065176979）
- 『アノマロカリス解体新書』（2020年、ブックマン社、ISBN 9784893089281）
- 『ダーウィンが来た! 生命大進化 第1集』（2021年、日経ナショナルジオグラフィック、ISBN 978-4863135109）

## テレビ出演
- 『ハイビジョン特集』
  - 「カンブリアン ウォーズ」（2012年2月18日、BSプレミアム）[7]
- 『ダーウィンが来た!』
  - 「大進化!最強アノマロカリス」（2021年4月18日、NHK総合）[8]